# コリアタイムス
コリアタイムス（朝鮮語: 코리아타임스；英語: The Korea Times）は大韓民国の英字新聞。韓国で最初の英字新聞で、韓国国内で最も古い英字新聞3紙のうちの1紙である。1950年11月1日に韓国の女性主義者である金活蘭が創設した。現在は韓国の主要紙である韓国日報の姉妹紙の1つとなっている。本社はソウル特別市中区にある。